# ある日、突然。
『ある日、突然。』（あるひとつぜん、原題：TAN de REPENTE、英題：Suddenly）は、2002年のアルゼンチン・オランダのドラマ映画。

## 概要
原作は、アルゼンチン作家セサル・アイラの短編小説 『La Prueba (証明)』。ブエノスアイレスを舞台に、3人の少女達の旅をモノクロ映像で描いている。40以上の国際映画祭で高い評価を受けている。

## ストーリー
ランジェリー・ショップで働くマルシアは、ちょっと太った冴えない女の子。単調な日々を送っていたが、ある日、街を歩いている時に、パンク風のマオという少女に声をかけられる。マオはレズビアンで、一目ぼれしたとマルシアに迫る。驚いて拒絶して逃げようとするマルシアだが、マオとマオの連れであるレーニンに脅され、目隠しをされて車に乗せられ、強引に旅に連れ出されてしまう。

## キャスト
- マルシア：タチアナ・サフィル
- マオ：カルラ・クレスポ
- レーニン：ベロニカ・ハサン
- ブランカ：アトリス・ティボーディン
- デリア：マリア・メルリーノ
- フィリップ：マルコス・フェランテ